# あなたがここにいて抱きしめることができるなら
「あなたがここにいて抱きしめることができるなら」（あなたがここにいてだきしめることができるなら）は、日本のシンガーソングライター・miwaの楽曲。19枚目のシングルとして2015年11月11日にSony Music Recordsから発売。

## 解説
TBS系テレビドラマ『コウノドリ』主題歌として書き下ろされた楽曲。
カップリング曲の「始まりは終わりじゃない 〜ON MY WAY ver.〜」は、7thシングル「FRiDAY-MA-MAGiC」/2ndアルバム『guitarium』収録曲をリアレンジ・リテイクしたもの。
初回生産限定盤は「夜空 feat.ハジ→」のPVとメイキングが収録されたDVD付き。

## 収録曲
初回生産限定盤と通常盤とで同内容。
| 全作詞: miwa。 |                                                                    |      |               |         |      |
| #              | タイトル                                                           | 作詞 | 作曲          | 編曲    | 時間 |
| 1.             | 「あなたがここにいて抱きしめることができるなら」                   | miwa | miwa          | NAOKI-T | 5:44 |
| 2.             | 「B.O.Y」                                                          | miwa | miwa・NAOKI-T | NAOKI-T | 3:59 |
| 3.             | 「始まりは終わりじゃない 〜ON MY WAY ver.〜」                      | miwa | miwa          | L.O.E   | 4:38 |
| 4.             | 「あなたがここにいて抱きしめることができるなら 〜instrumentnal〜」 | miwa |               |         |      |

## カバー
- Uru（2017年、シングル「奇蹟」収録、編曲・ピアノ演奏：清塚信也）